# Wacław Hulewicz (1891–1985)
Wacław Andrzej Nikodem Hulewicz h. Nowina (ur. 15 września 1891 w Kościankach, zm. 13 stycznia 1985 w Szczecinie) – kapitan piechoty Wojska Polskiego, inżynier rolnictwa.

## Życiorys
Urodził się 15 września 1891 w majątku Kościanki, w rodzinie Leona i Heleny z Kaczkowskich. Był bratem: Stanisławy Ilińskiej (1885–1976), Antoniny (1890–1978), zamężnej z Mściwojem Semerau-Siemianowskim, Katarzyny (1901–1907), Jerzego (1886–1941), Bohdana (1888–1968) i Witolda (1895–1941).
Uczęszczał do gimnazjum w Trzemesznie i średniej szkoły rolniczej w Brzegu. Ukończył studia rolnicze we Wrocławiu i odbył jednoroczną obowiązkową służbę wojskową w tamtejszym pułku piechoty. Przed I wojną światową odbył praktyki rolnicze w majątkach w Ptaszkowie, Chwałkowicach i Saksonii. W 1913 wydzierżawił majątek Gajewo. W czasie wojny, w stopniu porucznika, walczył w szeregach Armii Cesarstwa Niemieckiego na froncie wschodnim, później austriackim, a od sierpnia 1918 zachodnim. Pod koniec wojny przebywał w szpitalu wojskowym w Toruniu, gdzie leczył się po samookaleczeniu, a następnie symulował chorobę.
Założył „Sokoła” w Wąbrzeźnie, Golubiu i Kowalewie oraz kierował Powiatową Strażą Ludową. Od 3 do 5 grudnia 1918 brał udział w obradach Polskiego Sejmu Dzielnicowego w Poznaniu.
Pod koniec stycznia 1919 został wcielony do 1 Pułku Strzelców Wielkopolskich, awansowany na kapitana i wyznaczony na stanowisko dowódcy kompanii. W marcu tego roku wziął udział w odsieczy Lwowa. Został ranny. Na początku września 1919 został dowódcą Batalionu Zapasowego Toruńskiego Pułku Strzelców (późniejszego 63 Toruńskiego Pułku Piechoty) w Inowrocławiu, a później w Toruniu. W grudniu 1920 został zdemobilizowany. 8 stycznia 1924 został zatwierdzony w stopniu kapitana ze starszeństwem z 1 czerwca 1919 i 517. lokatą w korpusie oficerów rezerwy piechoty. W 1922 posiadał przydział w rezerwie do 55 Pułku Piechoty w Lesznie, w 1923 do 67 Pułku Piechoty w Brodnicy, a od 1924 do 63 Pułku Piechoty w Toruniu. W 1934 jako oficer rezerwy pozostawał w ewidencji Powiatowej Komendy Uzupełnień Toruń. W dalszym ciągu posiadał przydział w rezerwie do 63 pp.
Po przeniesieniu do rezerwy gospodarował dzierżawionym majątkiem Papowo Toruńskie. W latach 20. był prezesem bądź wiceprezesem m.in. Pomorskiego Stowarzyszenia Rolniczo-Handlowego, Pomorskiej Izby Rolniczej (1922), Związku Rewizyjnego Spółdzielni Rolniczych na województwo pomorskie w Toruniu (1926–1927), Kółka Rolniczego i Rady Nadzorczej Spółdzielni Mleczarskich w Papowie Toruńskim, Koła Porad Sąsiedzkich na powiat toruński. Był związany z również z Pomorską Ligi Obrony Powietrznej Państwa.
Zmarł 13 stycznia 1985 w Szczecinie. Został pochowany na cmentarzu Centralnym w Szczecinie.
Wacław Hulewicz był żonaty z Julią z Piwnickich (ur. 19 listopada 1892, zm. 28 lipca 1985), z którą miał czworo dzieci:
- Macieja ur. 1 kwietnia 1920), podchorążego rezerwy artylerii, członka ZWZ, zm. 19 grudnia 1940 w KL Auschwitz,
- Benedykta ps. „Ben” ur. 16 czerwca 1926, kaprala podchorążego Batalionu Golski, poległego 26 sierpnia 1944 w Warszawie,
- Teresę Marię ps. „Bożena” ur. 25 września 1921, peżetkę, poległą 5 września 1944 w Warszawie,
- Urszulę ur. 22 października 1922, zamężną z Zygmuntem Górskim[12], członkinię ZWZ, zm. 2 marca 1988.

## Ordery i odznaczenia
- Krzyż Niepodległości (20 lipca 1932)[14]
- Krzyż Oficerski Orderu Odrodzenia Polski (28 kwietnia 1926)[15]
- Krzyż Kawalerski Orderu Odrodzenia Polski (po raz pierwszy)[16]
- Krzyż Kawalerski Orderu Odrodzenia Polski (po raz drugi – 1971)[16]
- Krzyż Walecznych[1]

## Upamiętnienie
Jego imieniem nazwano ulicę na Stawkach w Toruniu.